# Amanda Bynes
Amanda Laura Bynes, ameriška igralka in pevka, * 3. april 1986, Thousand Oaks, Kalifornija, ZDA.

## Zgodnje življenje
Amanda Bynes se je rodila 3. aprila 1986 v Thousand Oaks (Kalifornija) mami Lynn (rojeni Organ), zobozdravnici in menedžerki, ter očetu Ricku, ki je (tako kot Lynn) zobozdravnik. Amanda ima starejšega brata in sestro: Tommyja (1974) in Jillian (1983). Njena mama je judovske vere, njen oče pa je katolik.

## Kariera
Leta 1993 Amanda začne kariero v televizijskem oglasu za Buncha Crunch bonbone.
Leta 2002 pritegne pozornost v filmu Mastni lažnivec, kjer igra skupaj s Frankijem Munizom.
Njena prva glavna vloga pride leto pozneje v filmu Kar si dekle želi.
Istega leta se pojavi na seznamu devetih najpopularnejših mladih zvezdnic (skupaj z Lindsay Lohan, Hilary Duff, Mary-Kate in Ashley Olsen, Alexis Bledel, Raven Symoné, Evan Rachel Wood in Mandy Moore).
Leta 2006 spet pritegne pozornost s filmom Mlada nogometašica.

### Modno oblikovanje
Leta 2007 Amanda Bynes podpiše petletno pogodbo z Steve & Barry's za ustvarjanje lastne modne linije. Njene obleke so v trgovine začele prihajati 16. avgusta 2007.

## Osebno življenje
Bynesova je maturirala na Thousand Oaks High School.
Pred kratkim se je preselila v novo stanovanje v Hollywoodu, vendar se je od takrat že vrnila domov.

## Filmografija
| Leto | Film                                        | Vloga            | Ostalo       |
| ---- | ------------------------------------------- | ---------------- | ------------ |
| 1999 | Arli$$                                      | Crystal Dupree   |              |
| 2002 | Mastni lažnivec                             | Kaylee           |              |
| 2003 | Kar si dekle želi                           | Daphne Reynolds  |              |
| 2003 | Charlotte's Web 2: Wilbur's Great Adventure | Nellie           | Glas         |
| 2005 | Roboti                                      | Piper Pinwheeler | Glas         |
| 2005 | Love Wrecked                                | Jenny Taylor     |              |
| 2006 | Mlada nogometašica                          | Viola Hastings   | Glavna vloga |
| 2007 | Lak za lase                                 | Penny Pingleton  |              |
| 2007 | Sydney White                                | Sydney White     | Glavna vloga |
| 2008 | Living Proof                                | Jamie            |              |
| 2009 | Easy A                                      |                  |              |

### TV serije
| Leto      | Naslov              | Vloga                       | Ostalo |
| --------- | ------------------- | --------------------------- | ------ |
| 1996–2000 | All That            | Various                     |        |
| 1997–1999 | Figure It Out       | Panelist                    |        |
| 1999–2002 | The Amanda Show     | Host/Various/Penelope Taynt |        |
| 2001      | The Drew Carey Show | sketch player (1 epizoda)   |        |
| 2001      | The Nightmare Room  | Danielle Warner (1 epizoda) |        |
| 2001      | Rugrats             | Taffy (6 epizod)            | Glas   |
| 2002–2006 | Moja super sestra   | Holly Tyler (82 epizod)     |        |
| 2008      | Family Guy          | Anna (1 epizoda)            |        |
| 2009      | Canned              | Sarabeth                    |        |

## Pesmi
| Leto      | Naslov                   | Ostalo          |
| --------- | ------------------------ | --------------- |
| 1999–2002 | »Restraunt Song«         | The Amanda Show |
| 2007      | »You Cant Stop the Beat« | Lak za lase     |
| 2007      | »Without Love«           | Lak za lase     |

## Nagrade in nominacije
| Leto | Rezultat   | Nagrada                    | Film/serija            |
| ---- | ---------- | -------------------------- | ---------------------- |
| 2000 | Dobila     | Kid's Choice Awards        | The Amanda Show (1999) |
| 2000 | Nominirana | Young Artist Award         | The Amanda Show (1999) |
| 2000 | Nominirana | YoungStar Award            | The Amanda Show (1999) |
| 2001 | Dobila     | Kid's Choice Awards        | The Amanda Show (1999) |
| 2001 | Nominirana | Young Artist Award         | The Amanda Show (1999) |
| 2002 | Dobila     | Kid's Choice Awards        | The Amanda Show (1999) |
| 2002 | Nominirana | Teen Choice Award          | Mastni lažnivec        |
| 2003 | Dobila     | Kid's Choice Awards        | Mastni lažnivec        |
| 2003 | Nominirana | Young Artist Award         | Mastni lažnivec        |
| 2003 | Nominirana | Teen Choice Award          | Kar si dekle želi      |
| 2004 | Dobila     | Kid's Choice Awards        | Kar si dekle želi      |
| 2004 | Nominirana | Teen Choice Award          | Moja super sestra      |
| 2004 | Nominirana | Young Artist Award         | Moja super sestra      |
| 2005 | Nominirana | Teen Choice Award          | Moja super sestra      |
| 2006 | Nominirana | Teen Choice Award          | Mlada nogometašica     |
| 2007 | Dobila     | Hollywood Film Festival    | Lak za lase            |
| 2007 | Dobila     | Critics' Choice Award      | Lak za lase            |
| 2008 | Nominirana | Screen Actors Guild Awards | Lak za lase            |